# Carlos III của Navarra
Carlos III của Navarra (tiếng Basque: Karlos III.a Nafarroakoa; tiếng Tây Ban Nha: Carlos III de Navarra; tiếng Pháp: Charles III de Navarre 1361 - 8 tháng 9 năm 1425), còn được gọi là Carlos Quý nhân (tiếng Pháp: Charles le Noble), là Vua của Navarra từ năm 1387 đến khi ông qua đời và Bá tước Évreux từ năm 1387 đến năm 1404, khi ông đổi nó thành Công tước xứ Nemours. Ông đã dành triều đại của mình để cải thiện cơ sở hạ tầng của vương quốc của mình, khôi phục niềm tự hào của Navarra sau triều đại ảm đạm và thất bại của cha ông, Carlos Xấu xa, và hàn gắn mối quan hệ căng thẳng với Pháp.
Carlos III sinh ra tại Mantes-la-Jolie, con trai của Carlos II của Navarra và Jeanne xứ Valois. Ông kết hôn với Eleanor, con gái của Enrique II xứ Castilla, vào năm 1375, chấm dứt mâu thuẫn giữa 2 vương quốc Castila và Navarra.
Vào ngày 25 tháng 7 năm 1390, Carlos đặt Juana, con gái ông là người thừa kế của ông cho Navarra. Tuy nhiên, vào năm 1397, con trai của ông, Carlos, sẽ được công nhận là người thừa kế của Navarra. Với tư cách là vua, nền chính trị của ông là hòa bình với Pháp, Castila, Aragón và Anh, ủng hộ Giáo hoàng Avignon và liên minh hôn nhân. Ông hợp tác với Castilla trong một cuộc chiến trên Vương quốc Granada. Theo Hiệp ước Paris, Anh từ bỏ yêu sách của mình đối với Champagne và Brie và thực hiện hòa bình với Pháp.
Carlos đã tạo ra tước hiệu Thân vương xứ Viana (tiếng Tây Ban Nha: Príncipe de Viana, tiếng Basque: Vianako Printzea) cho người thừa kế ngai vàng, đặt cho cháu trai của ông là Carlos vào năm 1423.Ông là người bảo trợ nghệ thuật và ông đã hoàn thành việc xây dựng Nhà thờ Gothic vĩ đại của Pamplona. Khi nói đến chính sách quê hương của Navarra, ông đã ra quyết định thống nhất đầu nguồn các quận của Pamplona vào năm 1423, sau hơn ba thế kỷ chia rẽ và cạnh tranh. Ông cũng xây dựng cung điện hoàng gia tại Tafalla và Cung điện Hoàng gia Olite, nơi ông qua đời năm 1425.

## Hậu duệ
Con của Carlos và Eleanor bao gồm:
- Juana (1382–1413), kết hôn Jean I, Bá tước xứ Foix[5]
- María (1383/4–1425)[6]
- Blanca I, Nữ vương Navarra (1385–1441),[6] kết hôn Chuan II của Aragón
- Margarita (1390–1403), chết trẻ
- Beatriz (1392–1412),[6] kết hôn Jacques II xứ Bourbon,[7] có hậu duệ
- Isabel, Bá tước phu nhân xứ Armagnac (1395–1435),[2] kết hôn năm 1419 với Jean IV xứ Armagnac, có hậu duệ
- Carlos (1397–1402), Thân vương xứ Viana

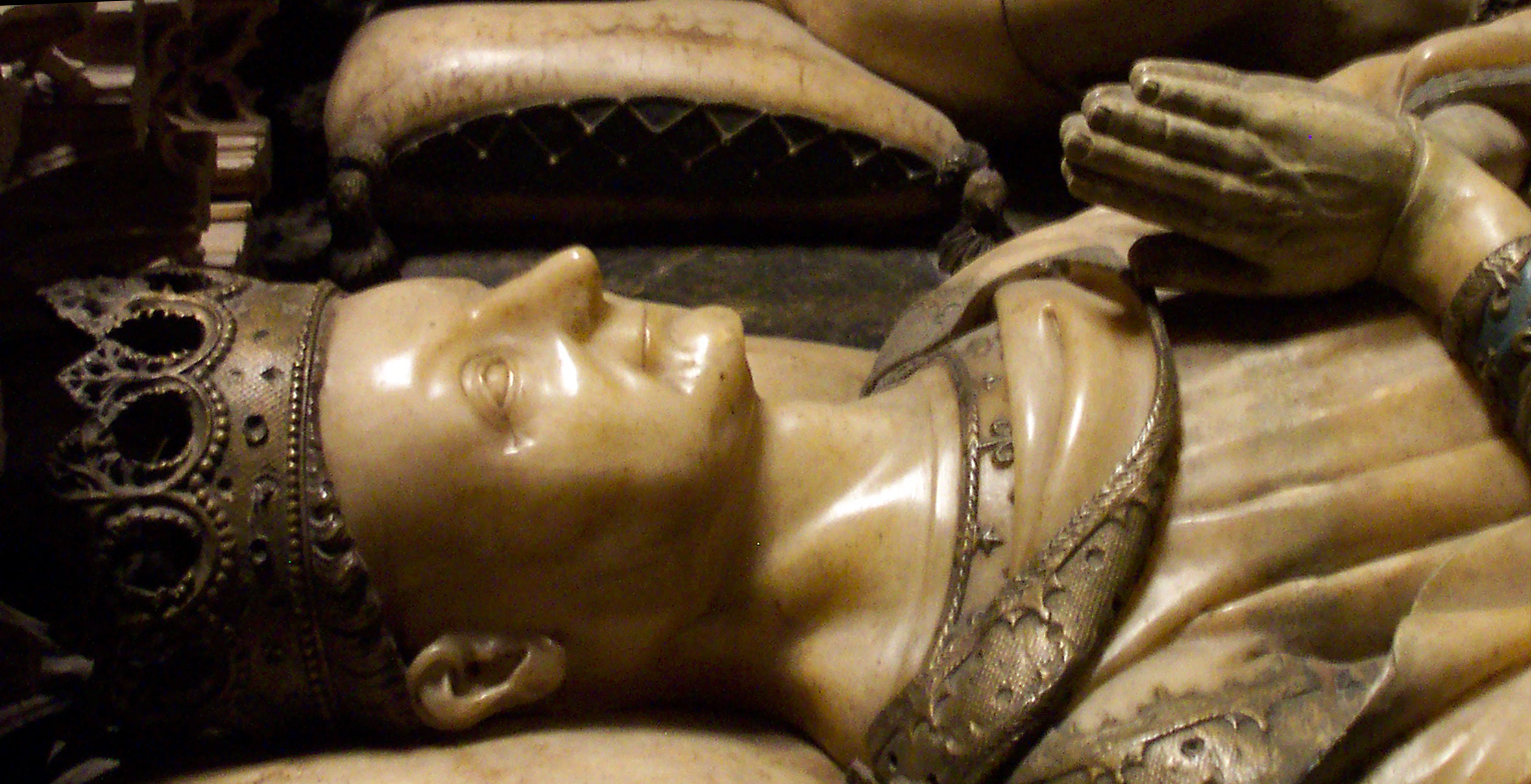
Lăng mộ của Carlos III trong Nhà thờ Pamplona.

- Louis (1402), Thân vương xứ Viana